# Concorezzo

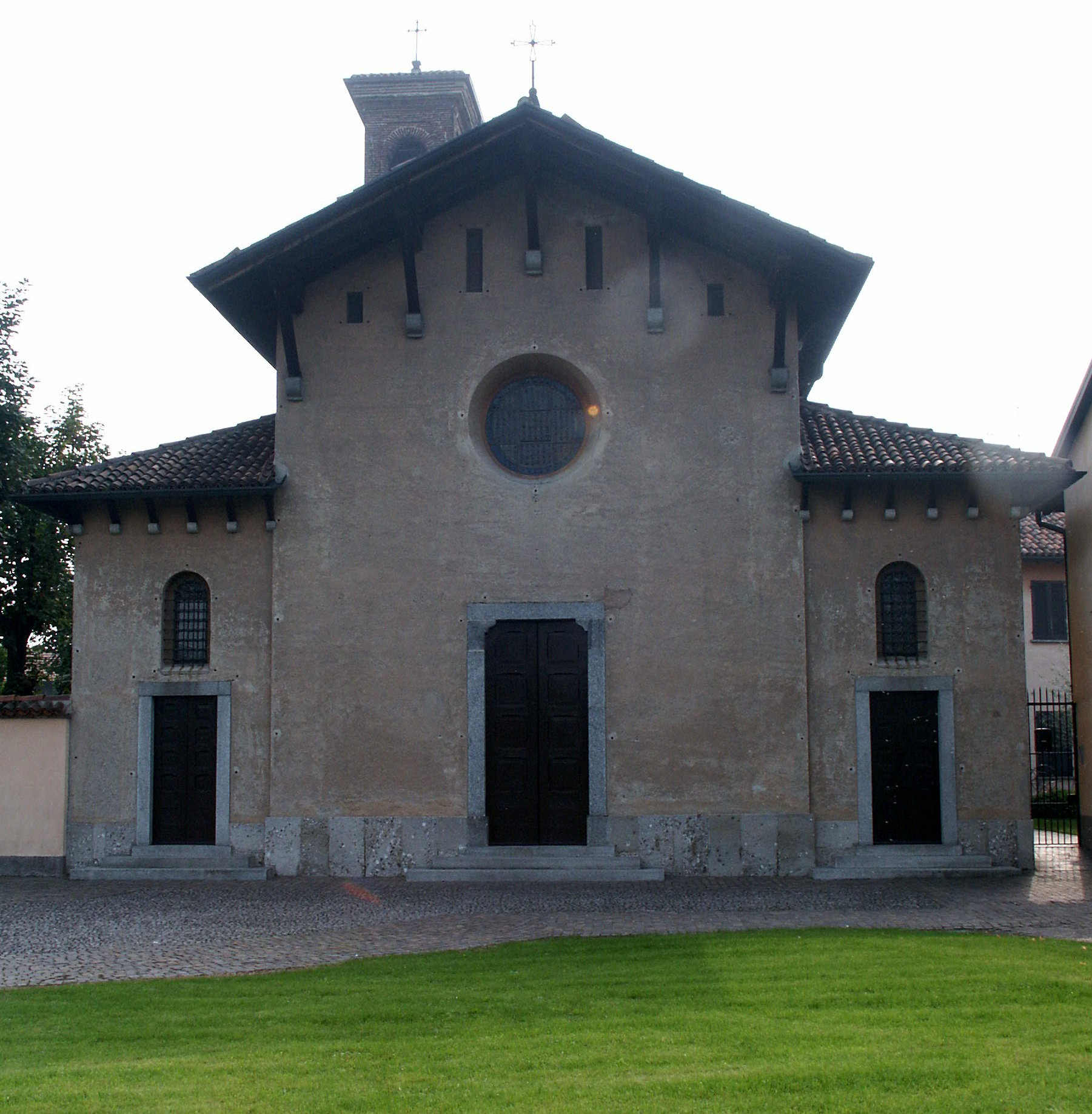
Kirche des heiligen Eugen in Concorezzo

Concorezzo ist eine norditalienische Gemeinde (comune) mit 15.978 Einwohnern (Stand 31. Dezember 2023) in der Provinz Monza und Brianza in der Lombardei. Die Gemeinde liegt etwa 4 Kilometer östlich von Monza und etwa 19 Kilometer nordöstlich von Mailand.

## Geschichte
Im 13. Jahrhundert war der Ort eine Hochburg der Katharer, bis sie schließlich durch die Stadt Mailand unter Führung von Oldrado da Tresseno geschleift wurde. Seit 1989 trägt der Ort die Bezeichnung Città (Stadt).

## Verkehr
Concorezzo liegt an der Autostrada A51, die als Zubringer für den Großraum Mailand dient.

## Persönlichkeiten
- Rinaldo von Concorezzo (um 1250 bis 1321), Heiliger und Erzbischof von Ravenna und Cervia